# Siamese haai
De Siamese haai (Glyphis siamensis) is een haai uit de familie van de requiemhaaien.

## Natuurlijke leefomgeving en status als rode lijstsoort
De Siamese haai komt (of kwam) voor in Myanmar. Het is niet bekend hoe groot het verspreidingsgebied van deze haai precies is. Er is maar één bevestigde waarneming, een museumexplaar dat werd gevangen in de delta van de Irrawaddy bij de stad Yangon. Deze haai werd in 1896 door Franz Steindachner beschreven. Als de vis niet is uitgestorven, komt hij nog voor in een klein gebied in een habitat (mangrovebos) dat in hoog tempo wordt vernietigd, daarom staat de Siamese haai op de internationale rode lijst als ernstig bedreigd.

## Synoniemen
- Carcharias siamensis - Steindachner, 1896[1]

Gangeshaai (Glyphis gangeticus) · Noordelijke rivierhaai (Glyphis garricki) · Speertandhaai (Glyphis glyphis) · Siamese haai (Glyphis siamensis)